# Candiru
Candiru (Vandellia cirrhosa), även kallad vampyrfisk eller tandpetarfisk, är en fiskart som beskrevs av den franske zoologen Valenciennes 1846. Candirun ingår i släktet Vandellia och familjen Trichomycteridae. Arten parasiterar på större fiskarter genom att haka sig fast i gälarna och suga blod. Den förekommer i Amazonområdet i Bolivia, Brasilien, Colombia, Ecuador och Peru.
Inga underarter finns listade i Catalogue of Life.

## Fiskens farlighet
Det finns talrika berättelser om hur candiru-fisken kan parasitera även på människor.  Lokalbefolkningen avråder från att simma naken eller urinera i vatten där candirun håller till. Fisken ska nämligen dras till blod och urin och ta sig in via vagina, penis eller ändtarmen. Den skulle fästa sig, framför allt i urinröret med vassa taggar och endast kunna opereras bort. Det finns emellertid inga vetenskapliga belägg för att arten skulle dras till urin och inte heller till att operativa ingrepp behövts för att avlägsna parasiten.

## Definitioner av candiru
Definitionen för candiru skiljer sig mellan forskarna. Vanligtvis avses arten Vandellia cirrhosa. Men det förekommer också att begreppet inbegriper av hela släktet Vandellia, underfamiljen Vandelliinae, eller till och med de båda underfamiljerna Vandelliinae och Stegophilinae.